# Hadena trasca
Hadena trasca är en fjärilsart som beskrevs av Dyar 1912. Hadena trasca ingår i släktet Hadena och familjen nattflyn. Inga underarter finns listade i Catalogue of Life.